# Museo archeologico di Francoforte sul Meno
Il Museo archeologico di Francoforte (in tedesco: Archäologisches Museum Frankfurt; denominato fino al 2002 "Museo della preistoria e della protostoria", Museum für Vor- und Frühgeschichte) è un istituto museale che ripercorre la storia della città di Francoforte sul Meno a partire dalla preistoria. Il museo presenta anche un'esposizione permanente sul Medio Oriente e una collezione di altri oggetti antichi.

## Localizzazione
Il museo ha sede nell'antico monastero dei Carmelitani di Francoforte. L'ingresso principale si trova all'angolo tra Ecke Alte Mainzer Gasse e Karmelitergasse. È vicino alla stazione della metro Willy-Brandt-Platz, e della Paulskirche.